# Groupe d'armées Don
Pour les articles homonymes, voir Don.
Le groupe d'armées Don (en allemand : Heeresgruppe Don) est un regroupement d'armées allemandes et roumaines de la Wehrmacht durant la Seconde Guerre mondiale.
Le groupe d'armées du Don a été créé le 22 novembre 1942 à partir de l’État-Major de la 11e armée à la suite de l'encerclement des forces de l'Axe à Stalingrad. Le groupe d'armées n'a duré que jusqu'en février 1943, lorsqu'il fut renommé groupe d'armées Sud.
Il a été créé pour tenir la jonction entre le groupe d'armées A et le groupe d'armées B.
Il se composait de la 6e armée qui regroupait toutes les unités prises dans la poche de Stalingrad, et du nord au sud du front défendu, du détachement d'armée Hollidt, de la 3e Armée roumaine et de la 4e Armée de Panzers, cette dernière subordonnant la 4e Armée roumaine.
Par la suite, le regroupement d'armée se vit rattacher en janvier 1943 le détachement d'armée Fretter-Pico à l'ouest du détachement d'armée Hollidt, puis récupéra la 1. Panzer-Armee vers la fin janvier 1943 alors qu'elle évacue le Caucase, et est envoyée sur l'aile ouest du groupe d'armées. Le 2 février 1943 les derniers éléments existants encore à Stalingrad déposent les armes, mettant fin à l'existence de la 6e armée.
Le rôle du groupe d'armée a été l'attaque des forces soviétiques pour mettre un terme au siège de Stalingrad et de reprendre les positions occupées (opération Wintergewitter). Après l'échec de cette opération et le déclenchement de l'opération Petite Saturne soviétique, le groupe d'armées Don retraite vers l'Ukraine, étant pressée sur son front et menacée sur ses arrières par l'effondrement du groupe d'armées B sur le Don, mais devant permettre le repli des unités du groupe d'armées A dans le Caucase.
Au moment de sa redésignation, le groupe d'armées est passé à l'ouest du Mious et son aile ouest est débordée par les forces soviétiques qui cherchent à atteindre le Dniepr à Zaporojié et Dnipropetrovsk, sur le point de couper le ravitaillement du groupe d'armées. La 4. Panzer-Armee, libérée par le repli sur le Mious, y est envoyé par le chef du groupe d'armées qui prépare une contre offensive.

## Commandement suprême et chef d'état-major
| Date                                | Commandant                              | Chef d'État major             |
| ----------------------------------- | --------------------------------------- | ----------------------------- |
| 21 novembre 1942 au 12 février 1943 | Generalfeldmarschall Erich von Manstein | Generalmajor Friedrich Schulz |

## Organisation
Unités faisant partie du groupe d'armées
| Date              | Armées |
| ----------------- | --- |
| 1942              | |
| 1er décembre 1942 | Détachement d'armée Hollidt, 3e armée (Roumanie), 6. Armee, 4. Panzer-Armee (dont 4e armée (Roumanie))                                                |
| 1943              | |
| 1er janvier 1943  | Détachement d'armée Hollidt, 3e armée roumaine, 6. Armee, 4. Panzer-Armee                                                                             |
| 1er février 1943  | 1. Panzer-Armee, détachement d'armée Fretter-Pico, détachement d'armée Hollidt, 3e armée roumaine, 4. Panzer Armee (dont 4e armée roumaine), 6. Armee |

## Sources
- (en) Cet article est partiellement ou en totalité issu de l’article de Wikipédia en anglais intitulé « Army Group Don » (voir la liste des auteurs).

- (de) Cet article est partiellement ou en totalité issu de l’article de Wikipédia en allemand intitulé « Heeresgruppe Don » (voir la liste des auteurs).
- Erich von Manstein, Victoires perdues - Plon - 1958, chap. XII & XIII